# کرجان
کُرجان یکی از روستاهای استان آذربایجان شرقی است که در دهستان سردصحرا بخش مرکزی شهرستان تبریز واقع شده‌است.

## جمعیت
کرجان یکی از روستاهای استان آذربایجان شرقی است که در دهستان سردصحرا بخش مرکزی شهرستان تبریز واقع شده‌است. این روستا دارای ۴۰۰خانوار با ۱۹۰۰ نفر جمعیت در ۸ کیلومتری جنوب غرب تبریز واقع گردیده‌است.

## گورستان کرجان، تبریز
روستای کرجان از توابع بخش مرکزی تبریز است و گورستانی تاریخی دارد. این گورستان بر دامنه و کمرهٔ تپه‌ای در شرق رودخانهٔ کُرجان واقع شده و مجموعه‌ای از نمونه‌های عالی خط، طراحی و مجسمه‌سازی و حجاری است. در این گورستان مقابر خواجه محمد کججانی، خواجه احمدشاه، خواجه علی، قاضی عمر خراسانی، خواجه عوض، امیر غیاث‌الدین محمد و ده‌ها تن دیگر از رجال علم و سیاست و عرفان قرار دارد، که البته این گورستان در حال حاضر هم فعال بوده و اهالی روستا برای دفن امواتشان از این مکان استفاده می‌کنند.
در مورد خواجه محمد کججانی و خاندان وی باید گفت که طبق نوشته‌های مؤلف کتاب روضات‌الجنان، وی فرزند خواجه صدیق بن حاجی محمد بوده و نسب او به امام زین‌العابدین علی می‌رسد. او از عرفای باتقوا و مورد احترام مردمان زمان خویش بوده‌است. اکثر قبرهای موجود در گورستان تاریخی کججان متعلق به افراد خانواده و منسوبان این عارف بزرگ است.